# Торрі Едвардс
Торрі Едвардс (англ. Torri Edwards; нар. 31 січня 1977) — американська легкоатлетка, яка спеціалізувалася на спринті.

## Спортивні досягнення
Бронзова олімпійська призерка з естафетного бігу 4×100 метрів (2000). Фіналістка (8-е місце) олімпійських змагань з бігу на 100 метрів (2008). Учасниця олімпійських змагань з бігу на 100 та 200 метрів (2000), а також з естафетного бігу 4×100 метрів (2008), на яких не вдалось потрапити до фінальних забігів.
Чемпіонка світу з бігу на 100 метрів (2003) та естафетного бігу 4×100 метрів (2007). Срібна призерка чемпіонатів світу з бігу на 200 метрів та естафетного бігу 4×100 метрів (2003). Фіналістка (4-ті місця) чемпіонату світу з бігу на 100 та 200 метрів (2007).
Срібна призерка чемпіонату світу в приміщенні з бігу на 60 метрів (2003). Фіналістка (4-е місце) чемпіонату світу в приміщенні з бігу на 60 метрів (2004).
Фінішувала 2-ю у бігу на 100 метрів на Кубку світу (2006).
Срібна призерка Панамериканських ігор з естафетного бігу 4×100 метрів (1999).
Чемпіонка Універсіади з естафетного бігу 4×100 метрів (1999).
Чемпіонка США з бігу на 100 метрів (2003, 2007) та 200 метрів (2003).

## Допінг
Із липня 2004 Едвардс відбула 15-місячну дискваліфікацію за вживання допінгу, що змусила її пропустити Олімпійські ігри 2004 року. У її організмі виявили препарат нікетамід після змагань на Мартиніці, і спортсменка зізналася, що вжила його для боротьби з хворобою.